# Battle River-Wainwright
Circonscription électorale provinciale du Canada
Battle River-Wainwright (auparavant Wainwright) est une circonscription électorale provinciale de l'Alberta (Canada), située dans le centre-est de la province. Elle comprend la ville de Wainwright et une grande zone agricole. Son député actuel est Wes Taylor du parti Wildrose.

## Liste des députés
| Années                  | Années         | Député              | Parti politique           |
| Wainwright              | Wainwright     | Wainwright          | Wainwright                |
| ----------------------- | -------------- | ------------------- | ------------------------- |
|                         | 1913 - 1917    | George Leroy Hudson | Conservateur              |
|                         | 1917 - 1921    | George Leroy Hudson | Conservateur              |
|                         | 1921 - 1926    | John Russell Love   | United Farmers            |
|                         | 1926 - 1930    | John Russell Love   | United Farmers            |
|                         | 1930 - 1935    | John Russell Love   | United Farmers            |
|                         | 1935 - 1940    | William Masson      | Créditiste                |
|                         | 1940 - 1944    | William Masson      | Créditiste                |
|                         | 1944 - 1948    | William Masson      | Créditiste                |
|                         | 1948 - 1952    | William Masson      | Créditiste                |
|                         | 1952 - 1955    | William Masson      | Créditiste                |
|                         | 1955 - 1959    | Henry Ruste         | Créditiste                |
|                         | 1959 - 1963    | Henry Ruste         | Créditiste                |
|                         | 1963 - 1967    | Henry Ruste         | Créditiste                |
|                         | 1967 - 1971    | Henry Ruste         | Créditiste                |
|                         | 1971 - 1975    | Charles Stewart     | Progressiste-conservateur |
|                         | 1975 - 1979    | Charles Stewart     | Progressiste-conservateur |
|                         | 1979 - 1982    | Robert Fischer      | Progressiste-conservateur |
|                         | 1982 - 1986    | Robert Fischer      | Progressiste-conservateur |
|                         | 1986 - 1989    | Robert Fischer      | Progressiste-conservateur |
|                         | 1989 - 1993    | Robert Fischer      | Progressiste-conservateur |
|                         | 1993 - 1997    | Robert Fischer      | Progressiste-conservateur |
|                         | 1997 - 2001    | Robert Fischer      | Progressiste-conservateur |
|                         | 2001 - 2002    | Robert Fischer      | Progressiste-conservateur |
|                         | 2002 - 2004    | Doug Griffiths      | Progressiste-conservateur |
| Battle River-Wainwright |                |                     |                           |
|                         | 2004 - 2008    | Doug Griffiths      | Progressiste-conservateur |
|                         | 2008 - 2012    | Doug Griffiths      | Progressiste-conservateur |
|                         | 2012 - 2015    | Doug Griffiths      | Progressiste-conservateur |
|                         | 2015 - présent | Wes Taylor          | Wildrose                  |